# Монталто ди Гајум-Пимпине (Верона)
Монталто ди Гајум-Пимпине је насеље у Италији у округу Верона, региону Венето.
Према процени из 2011. у насељу је живело 142 становника. Насеље се налази на надморској висини од 208 м.